# Wielopole (Sieniawa)
Wielopole – osada wsi Sieniawa w Polsce, położona w województwie lubuskim, w powiecie świebodzińskim, w gminie Łagów.
W latach 1975–1998 osada administracyjnie należała do województwa zielonogórskiego.